# Club Sport Juventud La Palma
Pour les articles homonymes, voir La Palma.
Maillots
Le Club Sport Juventud La Palma, couramment abrégé en Juventud La Palma, est un club péruvien de football basé à Huacho. 

## Histoire
Fondé le 7 septembre 1950 à Huacho, une ville située à 150 km au nord de la capitale Lima, le Juventud La Palma remporte son premier titre majeur, la Copa Perú, en 1978 sous la houlette de Mario Gonzales Benites. Cela lui permet d'accéder à la 1re division en 1979, mais il est relégué en 1980. 
En 1984, il est invité par la Fédération péruvienne à faire partie de l'élite. Il s'y maintient jusqu'en 1987. 
En 1988, le club s'incline aux tirs au but en finale du championnat de D2 face au Defensor Lima. Il sera encore vice-champion de 2e division l'année suivante (derrière le Sport Boys).
Le Juventud La Palma jouera en D2 jusqu'en 1994. Il évolue depuis dans la ligue de district de Huacho.

## Résultats sportifs

### Palmarès
| Compétitions nationales | Compétitions régionales                                        |
| - Championnat du Pérou D2 : - Vice-champion : 1988 et 1989. - Copa Perú (1) : - Vainqueur : 1978. - Finaliste : 1977 et 1981. | - Ligue de la région de Lima (2) : - Vainqueur : 1972 et 1976. |

### Bilan et records
- Saisons au sein du championnat du Pérou : 6 (1979-1980 / 1984-1987).
- Saisons au sein du championnat du Pérou D2 : 7 (1983 / 1988-1991 / 1993-1994).

## Personnalités historiques du club

### Entraîneurs
| - Jorge Rojas La Torre (1977) - Mario Gonzales Benites (1978-1979) - Diego Agurto (1979) - Moisés Barack (1980) - Orlando de la Torres (1981) - Pascual Cornejo (1983) - Luis Roth (1985) | - Juan José Tan (1986) - José Fernández Santini (1986) - Luis Pau (1986) - Miguel Ángel Arrué (1988) - Juan Forero (1990) - Julio Espejo (2012) - Manuel Tiburcio Alva (2013) - Lino Sánchez Ramírez (2014) - Manuel Tiburcio Alva / Walter Mineto (2015-2016) - Jesús Arias Diaz (2017-??) |